# Berag
Berag är en ort i Iran. Den ligger i provinsen Hormozgan, i den sydöstra delen av landet, 1 300 km sydost om huvudstaden Teheran. Berag ligger 12 meter över havet och antalet invånare är 259.
Terrängen runt Berag är platt. Runt Berag är det glesbefolkat, med 9 invånare per kvadratkilometer. Närmaste större samhälle är Karti, 19,2 km sydväst om Berag. Trakten runt Berag är ofruktbar med lite eller ingen växtlighet.